# Europäischer Rat

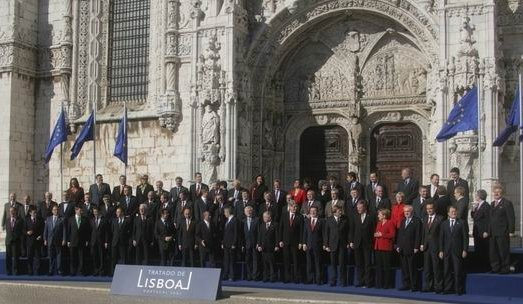
Gruppenporträt des Europäischen Rates anlässlich des Gipfels in Lissabon (Dezember 2007)

Der Europäische Rat (ER, informell auch EUCO, vom englischen European Council) ist das Gremium der Staats- und Regierungschefs der Europäischen Union (EU). Mindestens zweimal pro Halbjahr findet sich der Rat zu einem Treffen ein, das auch als EU-Gipfel bezeichnet wird. Im politischen System der EU nimmt der Europäische Rat eine besondere Rolle ein: Er ist nicht an der alltäglichen Rechtsetzung der EU beteiligt, sondern dient als übergeordnete Institution insbesondere dazu, bei wichtigen innenpolitischen Themen Kompromisse zwischen Mitgliedstaaten zu finden und grundsätzliche Impulse für die weitere Entwicklung der Union zu setzen. Seine Aufgaben und Funktionsweise sind in Art. 15 EU-Vertrag und Art. 235 f. AEU-Vertrag geregelt.
Der Europäische Rat repräsentiert die Regierungen der EU-Mitgliedstaaten und bildet daher neben dem Rat der Europäischen Union (auch Ministerrat genannt), der als Staatenkammer verstanden werden kann, die zweite wichtige intergouvernementale Institution der Europäischen Union. Damit grenzt er sich von den supranationalen Organen wie dem Europäischen Parlament (Bürgerkammer), der Europäischen Kommission (Exekutive) und dem Europäischen Gerichtshof ab.
Als Vorsitzender der Gipfeltreffen wird auf jeweils zweieinhalb Jahre ein Präsident des Europäischen Rates gewählt, der ansonsten kein nationales politisches Amt innehaben darf. Er soll die Kontinuität in der Arbeit des Europäischen Rates gewährleisten, bei Konflikten vermitteln und Kompromissvorschläge ausarbeiten, hat jedoch kein eigenes Stimmrecht. Zudem vertritt er die Union gemeinsam mit dem Kommissionspräsidenten nach außen. Amtsinhaber ist seit dem 1. Dezember 2024 António Costa.

## Aufgaben

Altes Logo des Europäischen Rates bis 30. Juni 2014

Nach Art. 15 EU-Vertrag gibt der Europäische Rat der EU „die für ihre Entwicklung erforderlichen Impulse und legt die allgemeinen politischen Zielvorstellungen und Prioritäten hierfür fest“. Daneben behandelt der Europäische Rat auch wichtige Fragen, für die auf Ministerebene (also im Rat der Europäischen Union) kein Konsens gefunden werden konnte. Auch die Gemeinsame Außen- und Sicherheitspolitik (GASP) wird häufig thematisiert. Die Ergebnisse der Ratstagungen werden in den „Schlussfolgerungen des Vorsitzes“ festgehalten. Diese sind innerhalb des politischen Systems der EU zunächst nicht rechtsverbindlich. Da jedoch die Staats- und Regierungschefs meist innerhalb der Regierung ihres eigenen Staates eine Richtlinienkompetenz besitzen, dienen die Verhandlungsergebnisse des Europäischen Rates auch als Richtlinie für die Treffen des Ministerrats. Auch die Europäische Kommission handelt meist im Sinne der auf den Gipfeltreffen gefundenen Kompromisse.
Auch einige institutionelle Entscheidungen in der EU-Politik werden vom Europäischen Rat getroffen. Hierzu gehören etwa die Nominierung des Kommissionspräsidenten und auch des Hohen Vertreters der EU, durch die der Europäische Rat Einfluss auf die EU-Exekutive hat. Zudem wählt er die Mitglieder des Direktoriums der Europäischen Zentralbank nach nicht bindenden Abstimmungen im Wirtschaftsausschuss und im Plenum des Europäischen Parlaments auf Empfehlung des Rates der EU (Art. 283 Abs. 2 Unterabs. 2 AEU-Vertrag). Die Wahl erfolgt dabei jeweils mit qualifizierter Mehrheit. Eine weitere Funktion hat der Europäische Rat im Zusammenhang mit der Passerelle-Regelung in Art. 48 EU-Vertrag: Durch diese kann er für bestimmte Politikbereiche, die dem EU-Vertrag zufolge eigentlich Einstimmigkeit im Rat der EU erfordern, die qualifizierte Mehrheit bzw. das ordentliche Gesetzgebungsverfahren einführen. Allerdings haben die nationalen Parlamente für solche Passerelle-Entscheidungen jeweils ein Vetorecht.
Eine besondere Rolle nimmt der Europäische Rat bei Reformen des EU-Vertrages (wie dem Vertrag von Nizza oder dem Vertrag von Lissabon) ein. Diese sind völkerrechtlich internationale Verträge zwischen den einzelnen Mitgliedstaaten und müssen somit von deren Regierungen ausgehandelt und unterzeichnet werden. Auch hier werden die Leitentscheidungen meist auf Gipfeltreffen des Europäischen Rats getroffen, der dann eine Regierungskonferenz einberuft, auf der Beamte der Mitgliedstaaten die genauen Formulierungen aushandeln. Die Unterzeichnung der Verträge erfolgt wiederum auf Treffen des Europäischen Rats.

## Zusammensetzung

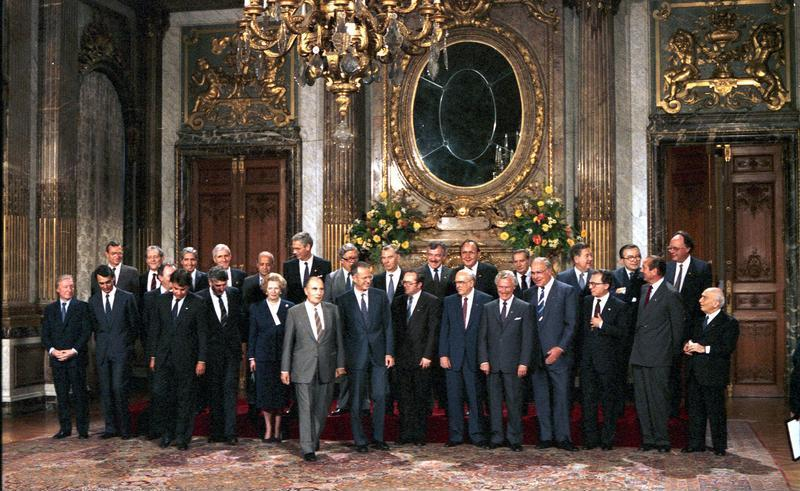
Foto der Mitglieder des Europäischen Rates anlässlich des Gipfeltreffens in Brüssel 1987

Der Europäische Rat setzt sich offiziell aus den Staats- und Regierungschefs der Union, dem Präsidenten des Europäischen Rates sowie dem Kommissionspräsidenten zusammen, wobei Letztere kein Stimmrecht besitzen. Auch der Hohe Vertreter der EU für Außen- und Sicherheitspolitik nimmt an den Arbeiten beratend teil (Art. 15 Abs. 2 EU-Vertrag). Daneben sind auf den Gipfeltreffen im Regelfall noch ein weiteres Kommissionsmitglied sowie der Generalsekretär des Rates anwesend, der den Ratspräsidenten bei der Arbeit unterstützt. Zu Beginn der Gipfel legt außerdem der Präsident des Europäischen Parlaments die Position des Parlaments zu den anstehenden Fragen dar. Diese Teilnehmer sind auch auf den sogenannten „Familienfotos“ zu sehen, die bei jedem Gipfeltreffen aufgenommen werden. In Einzelfällen lädt der Europäische Rat noch weitere Teilnehmer, etwa hohe Beamte, in beratender Funktion zu seinen Tagungen ein.
Da der Begriff der „Staats- und Regierungschefs“ nicht eindeutig definiert ist, ist die Entscheidung, wer genau einen Mitgliedstaat im Europäischen Rat vertritt, den jeweiligen nationalen Regelungen überlassen. Sinn der Formulierung ist, dass jeweils der Regierungsvertreter mit den weitestreichenden Entscheidungsbefugnissen anwesend ist. In den meisten Ländern ist dies der Regierungschef; nur für Litauen, Rumänien und für Frankreich, wo die verfassungsmäßige Kompetenz für die Außenpolitik beim Staatspräsidenten und nicht beim Premierminister liegt, nimmt der jeweilige Staatschef an den Gipfeltreffen teil. Von Bedeutung ist die nationale Regelung insbesondere in den Staaten mit einem semipräsidentiellen Regierungssystem, wo sowohl Staats- als auch Regierungschef politischen Einfluss haben, aber unterschiedlichen Parteien angehören können. So kam es in der Vergangenheit etwa in Finnland und in Polen zu Auseinandersetzungen darüber, ob der jeweilige Staatspräsident neben oder statt des Regierungschefs an den Sitzungen teilnehmen solle.
Wenn ein Staats- oder Regierungschef nicht zu einer Sitzung erscheinen kann, kann er sein Stimmrecht auf einen anderen Mitgliedstaat übertragen. Dabei kann allerdings jeder Staat höchstens einen anderen Staat vertreten (Art. 235 AEU-Vertrag).

### Politische Bündnisse
- Ohne: 5
- RE: 4
- EVP: 11
- EKR: 2
- P.eu: 1
- SPE: 3
- EFA: 1

Stand: 26. Mai 2025
Obwohl das Verhandlungs- und Abstimmungsverhalten der Staats- und Regierungschefs vor allem von nationalen Interessen bestimmt wird, bieten ihre Parteizugehörigkeiten auch einen Erklärungsansatz für die Politik des Europäischen Rates insgesamt. So sprechen sich die Staats- und Regierungschefs der großen europäischen Parteien bzw. Fraktionen – Christdemokraten (EVP), Sozialdemokraten (SPE) und Liberale (ALDE beziehungsweise Renew Europe) – regelmäßig auf separaten Treffen vor dem Gipfel ab. Daran nehmen in der Regel auch die Vorsitzenden der Fraktionen im Parlament, teilweise die Kommissionsmitglieder und weitere Gäste teil. So wurde zum Beispiel der damalige griechische Premier Tsipras (Europäische Linke) regelmäßig zu den Treffen der sozialdemokratischen Regierungschefs eingeladen.

### Aktuelle Zusammensetzung
Die nachfolgende Tabelle der aktuellen Mitglieder des Europäischen Rates nennt jeweils auch die nationale politische Partei sowie die europäische politische Partei, der die einzelnen Politiker angehören (Stand: 26. Mai 2025):
| Mitgliedstaat          | Amt                                                                                         | Stellung                                                                                    | Amtsinhaber/in | Amtsinhaber/in        | nationale Partei | europäische Partei | europäische Partei               | Amtsantritt        |
| ---------------------- | ------------------------------------------------------------------------------------------- | ------------------------------------------------------------------------------------------- | -------------- | --------------------- | ---------------- | ------------------ | -------------------------------- | ------------------ |
| Belgien                | Premierminister                                                                             | Regierungschef                                                                              |                | Bart De Wever         | N-VA             |                    | EFA                              | 3. Februar 2025    |
| Bulgarien              | Ministerpräsident                                                                           | Regierungschef                                                                              |                | Rossen Scheljaskow    | GERB             |                    | EVP                              | 16. Januar 2025    |
| Dänemark               | Ministerpräsidentin                                                                         | Regierungschefin                                                                            |                | Mette Frederiksen     | A                |                    | SPE                              | 27. Juni 2019      |
| Deutschland            | Bundeskanzler                                                                               | Regierungschef                                                                              |                | Friedrich Merz        | CDU              |                    | EVP                              | 6. Mai 2025        |
| Estland                | Premierminister                                                                             | Regierungschef                                                                              |                | Kristen Michal        | RE               |                    | ALDE                             | 23. Juli 2024      |
| Finnland               | Premierminister                                                                             | Regierungschef                                                                              |                | Petteri Orpo          | KOK              |                    | EVP                              | 20. Juni 2023      |
| Frankreich             | Präsident der Republik                                                                      | Staatschef                                                                                  |                | Emmanuel Macron       | REM              |                    | parteilos (ALDE-nah)             | 14. Mai 2017       |
| Griechenland           | Premierminister                                                                             | Regierungschef                                                                              |                | Kyriakos Mitsotakis   | ND               |                    | EVP                              | 26. Juni 2023      |
| Irland                 | Taoiseach                                                                                   | Regierungschef                                                                              |                | Micheál Martin        | FF               |                    | ALDE                             | 23. Januar 2025    |
| Italien                | Ministerratspräsidentin                                                                     | Regierungschefin                                                                            |                | Giorgia Meloni        | FdI              |                    | EKR                              | 22. Oktober 2022   |
| Kroatien               | Premierminister                                                                             | Regierungschef                                                                              |                | Andrej Plenković      | HDZ              |                    | EVP                              | 19. Oktober 2016   |
| Lettland               | Ministerpräsidentin                                                                         | Regierungschefin                                                                            |                | Evika Siliņa          | Vienotība        |                    | EVP                              | 15. September 2023 |
| Litauen                | Präsident                                                                                   | Staatschef                                                                                  |                | Gitanas Nausėda       | parteilos        |                    | parteilos                        | 12. Juli 2019      |
| Luxemburg              | Premierminister                                                                             | Regierungschef                                                                              |                | Luc Frieden           | CSV              |                    | EVP                              | 17. November 2023  |
| Malta                  | Premierminister                                                                             | Regierungschef                                                                              |                | Robert Abela          | PL               |                    | SPE                              | 13. Januar 2020    |
| Niederlande            | Ministerpräsident                                                                           | Regierungschef                                                                              |                | Dick Schoof           | parteilos        |                    | parteilos                        | 2. Juli 2024       |
| Österreich             | Bundeskanzler                                                                               | Regierungschef                                                                              |                | Christian Stocker     | ÖVP              |                    | EVP                              | 3. März 2025       |
| Polen                  | Ministerratspräsident                                                                       | Regierungschef                                                                              |                | Donald Tusk           | PO               |                    | EVP                              | 13. Dezember 2023  |
| Portugal               | Premierminister                                                                             | Regierungschef                                                                              |                | Luís Montenegro       | PSD              |                    | EVP                              | 2. April 2024      |
| Rumänien               | Präsident                                                                                   | Staatschef                                                                                  |                | Nicușor Dan           | parteilos        |                    | parteilos                        | 26. Mai 2025       |
| Schweden               | Staatsminister                                                                              | Regierungschef                                                                              |                | Ulf Kristersson       | M                |                    | EVP                              | 17. Oktober 2022   |
| Slowakei               | Ministerpräsident                                                                           | Regierungschef                                                                              |                | Robert Fico           | Smer             |                    | SPE (Mitgliedschaft suspendiert) | 25. Oktober 2023   |
| Slowenien              | Ministerpräsident                                                                           | Regierungschef                                                                              |                | Robert Golob          | GS               |                    | parteilos (ALDE-nah)             | 25. Mai 2022       |
| Spanien                | Ministerpräsident                                                                           | Regierungschef                                                                              |                | Pedro Sánchez         | PSOE             |                    | SPE                              | 1. Juni 2018       |
| Tschechien             | Ministerpräsident                                                                           | Regierungschef                                                                              |                | Petr Fiala            | ODS              |                    | EKR                              | 28. November 2021  |
| Ungarn                 | Ministerpräsident                                                                           | Regierungschef                                                                              |                | Viktor Orbán          | Fidesz           |                    | PEU                              | 29. Mai 2010       |
| Zypern                 | Präsident                                                                                   | Staats- und Regierungschef                                                                  |                | Nikos Christodoulidis | parteilos        |                    | parteilos                        | 28. Februar 2023   |
| Europäische Kommission | Präsidentin der Europäischen Kommission (ohne Stimmrecht)                                   | Präsidentin der Europäischen Kommission (ohne Stimmrecht)                                   |                | Ursula von der Leyen  | CDU              |                    | EVP                              | 1. Dezember 2019   |
| Europäische Kommission | Hohe Vertreterin der Europäischen Union für Außen- und Sicherheitspolitik (ohne Stimmrecht) | Hohe Vertreterin der Europäischen Union für Außen- und Sicherheitspolitik (ohne Stimmrecht) |                | Kaja Kallas           | RE               |                    | ALDE                             | 1. Dezember 2024   |
| Vorsitz                | Präsident des Europäischen Rates (ohne Stimmrecht)                                          | Präsident des Europäischen Rates (ohne Stimmrecht)                                          |                | António Costa         | PS               |                    | SPE                              | 1. Dezember 2024   |

## Arbeitsweise

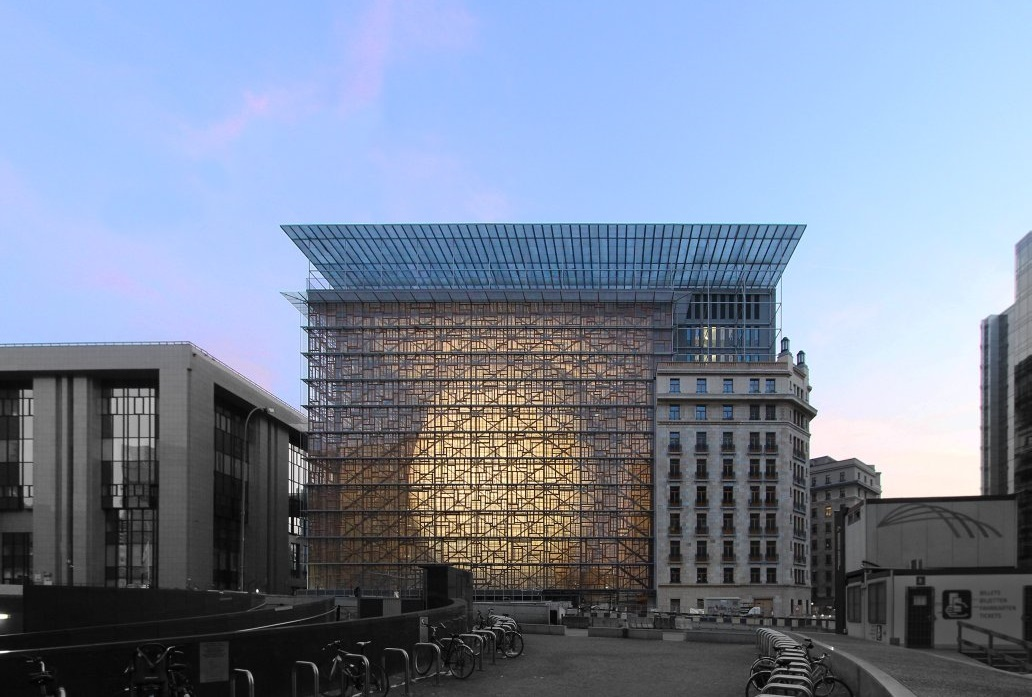
Der alte Block A des Résidence Palace wurde für den Europäischen Rat neu errichtet zum Europa-Gebäude.

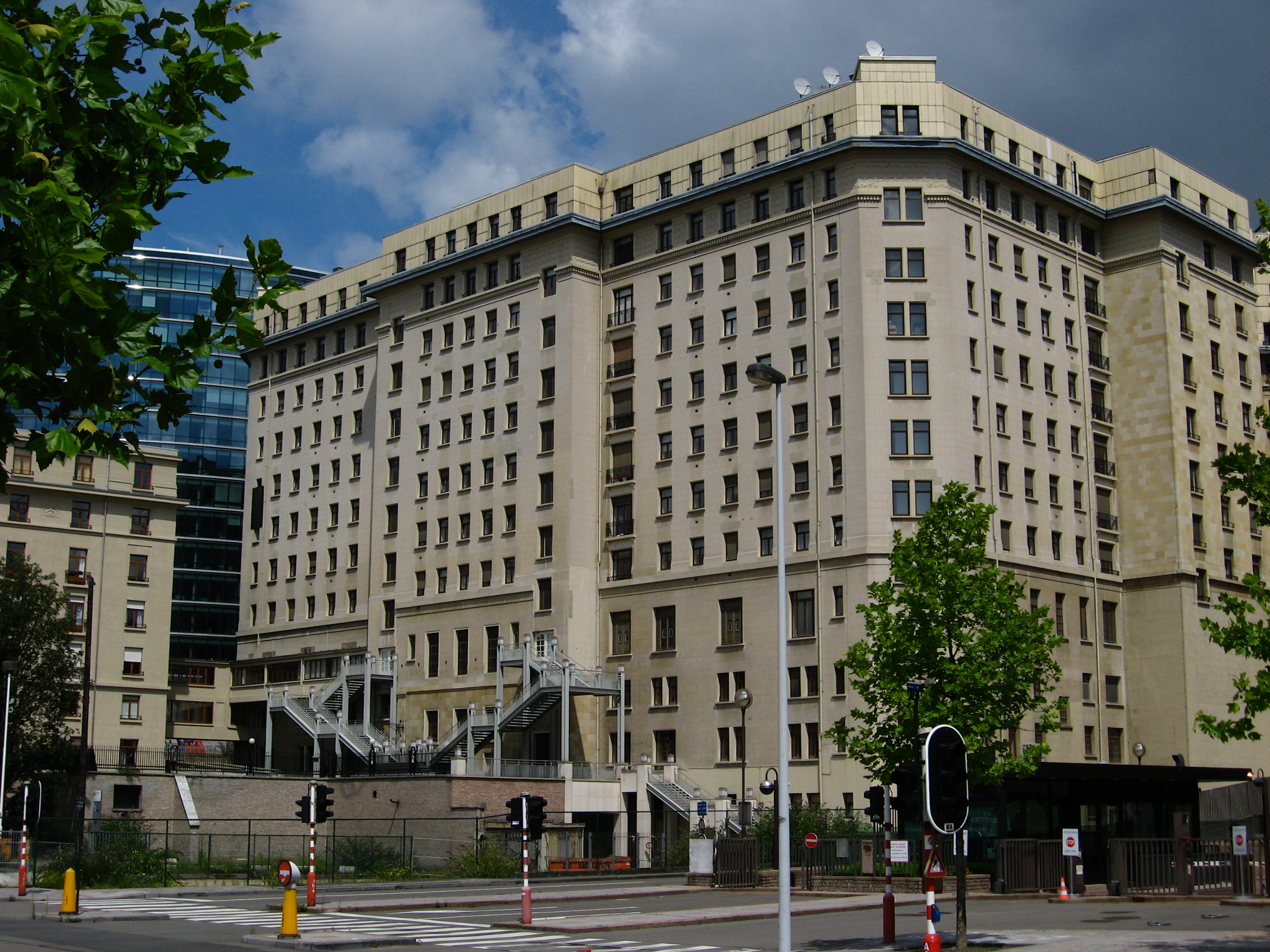
Der Block B des Résidence Palace in Brüssel befindet sich im Herzen des „Europäischen Viertels“ an der Rue de la Loi / Wetstraat

Der Europäische Rat tritt mindestens zweimal pro Halbjahr zusammen (Art. 15 Abs. 3 EU-Vertrag). Diese Gipfeltreffen finden zumeist in der Mitte und am Ende jedes Halbjahres, also im März, Juni, September und Dezember, statt. Außerdem kann es Sondergipfel geben, auf denen über aktuelle wichtige Themen beraten wird. Im Rahmen der Lissabon-Strategie wurde im Jahr 2000 vereinbart, die Märzgipfel künftig der Erörterung wirtschafts-, gesellschafts- und umweltpolitischer Themen vorzubehalten. Die Sitzungen sind nicht öffentlich, allerdings informiert der Ratspräsident das Europäische Parlament über die Ergebnisse und legt diesem einen schriftlichen Bericht vor. Außerdem werden am Ende des Gipfels die „Schlussfolgerungen des Vorsitzes“ veröffentlicht.
Die Gipfel dauern gewöhnlicherweise zwei Tage, wobei es bei besonders schwierigen Verhandlungen auch zu Verlängerungen kommen kann. Es reisen jeweils eine große Anzahl an Diplomaten und nationalen Beamten an, außerdem halten sich die Mitglieder des Ausschusses der Ständigen Vertreter bereit, um ihre jeweiligen Regierungen zu beraten. Bei den eigentlichen Verhandlungen im Konferenzraum sind jedoch nur die offiziellen Teilnehmer des Gipfels anwesend. Daneben gibt es Dolmetscher, da die Teilnehmer jede der EU-Amtssprachen verwenden können. Außerdem dürfen pro Mitgliedstaat zwei Beamte für die Übermittlung von Nachrichten jeweils kurzzeitig den Raum betreten. Der Informationsfluss zu den nationalen Delegationen erfolgt dabei über einen zweistufigen Prozess: Vertreter des Sekretariats, die bei der Sitzung anwesend sind, werden periodisch ausgetauscht und geben Informationen mündlich an Antici-Gruppen in einem eigenen Vorraum weiter. Diese informieren wiederum die jeweiligen nationalen Delegationen. Eine wörtliche Zuordnung von Aussagen nach Teilnehmern – wie in einem Protokoll – wird so verhindert.
Der Europäische Rat entscheidet grundsätzlich im Konsens (Art. 15 Abs. 4 EUV), dabei wird nicht formell abgestimmt, sondern nur die Absenz einer ausdrücklichen Gegenstimme registriert. Die einzelnen Mitgliedstaaten müssen zwischen ihren Positionen Kompromisse finden, um eine Blockade der EU zu vermeiden. Um die Verhandlungen so flexibel wie möglich zu halten, gibt es bei den Gipfeltreffen neben den „Plenarsitzungen“ auch Zeit für informelle Gespräche. In besonderen Fällen wird das sogenannte Beichtstuhlverfahren angewandt. Hier lotet der Ratspräsident jeweils in Einzelgesprächen mit den Staats- und Regierungschefs den Verhandlungsspielraum der verschiedenen Länder aus und schlägt dann einen Kompromiss vor. Dadurch sollen bei eingefahrenen Verhandlungen Blockaden überwunden werden.
Bestimmte Entscheidungen wie die Nominierung des Kommissionspräsidenten werden mit qualifizierter Mehrheit getroffen, wobei dieselben Stimmengewichtungen gelten wie allgemein im Rat der EU. Allerdings wird auch bei diesen Entscheidungen üblicherweise so lange verhandelt, bis ein Konsens aller Mitgliedstaaten erreicht wird.
Seit 2004 tagt der Europäische Rat grundsätzlich in Brüssel. Er nutzte hier bis 2016 ebenso wie der Rat der EU das Justus-Lipsius-Gebäude. Seit 2017 tagt der Europäische Rat im Résidence Palace. Zu besonderen Ereignissen treffen sich die Staats- und Regierungschefs manchmal aber auch in einer Stadt des Landes, das den Vorsitz im Ministerrat einnimmt – so zum Beispiel 2007 anlässlich der Berliner Erklärung oder der Unterzeichnung des Vertrags von Lissabon.
Zur näheren Regelung seiner Arbeitsweise hat sich der Europäische Rat am 1. Dezember 2009 eine Geschäftsordnung (2009/882/EU) gegeben, nachdem er durch das Inkrafttreten des Vertrags von Lissabon den Status eines Organs der Europäischen Union erhalten hatte.

## Geschichte
Nachdem sich die europäischen Staats- und Regierungschefs zuvor lediglich zu zeremoniellen Anlässen versammelt hatten, fand auf dem Gipfel von Den Haag 1969 erstmals ein politisch bedeutendes Treffen statt, auf dem wichtige Integrationsprobleme in Angriff genommen wurden. Zuvor war die Entwicklung der Europäischen Gemeinschaften in den sechziger Jahren vor allem durch die Politik des französischen Staatspräsidenten Charles de Gaulles blockiert gewesen, die Krise des leeren Stuhls hatte 1965/1966 tiefe nationale Gegensätze über den weiteren Integrationskurs offengelegt. Nach De Gaulles Rücktritt 1969 regte sein Nachfolger Georges Pompidou (Präsident von Juni 1969 bis April 1974) eine Gipfelkonferenz auf höchster Ebene an. Kurz darauf kam es auch in Deutschland zum Regierungswechsel und dem Amtsantritt Willy Brandts (erste rot-gelbe Koalition; Kabinett Brandt I); der Gipfel wurde vielfach als Neuanfang in der europäischen Integration gesehen. Die kleineren Mitgliedsländer hatten jedoch Bedenken gegen reguläre Treffen auf der Ebene der Staats- und Regierungschefs, da sie befürchteten, dann von den "Großen" übergangen zu werden.
Der Erfolg des Gipfels von Den Haag führte dazu, dass in den folgenden Jahren in unregelmäßigen Abständen ähnliche Treffen stattfanden. Es gelang dabei, verschiedene „festgefahrene“ Probleme zu lösen; daneben gab es auch schon früh Kritik (vor allem von kleineren Staaten), die befürchteten, die Gipfeltreffen würden zu einer Schwächung der supranationalen Gemeinschaftsinstitutionen führen, vor allem der Europäischen Kommission.
Jean Monnet, einer der Gründerväter der EG und selbst früherer Kommissionspräsident, befürwortete die Einrichtung regelmäßiger Gipfeltreffen; er sah sie als Chance für eine „provisorische Regierung Europas“. Zur Etablierung des Formats kam es schließlich auf dem Gipfel von Paris 1974 am 10. Dezember: Den Vorschlag dazu unterbreitete der französische Präsident Valéry Giscard d’Estaing in betont informeller Atmosphäre während eines Kaffeetrinkens, um den Argwohn der kleineren Länder nicht noch weiter anzustacheln. Schließlich wurde vereinbart, die Treffen unter der Bezeichnung „Europäischer Rat“ nun regelmäßig alle vier Monate zu veranstalten; später wurde zu Treffen alle drei Monate übergegangen. Den Vorsitz hatte dabei jeweils das Land inne, das auch den Vorsitz im Ministerrat der EWG führte; er wechselte also im halbjährlichen Rhythmus. Ort der Gipfeltreffen war meist eine Stadt des Landes, das jeweils den Ratsvorsitz hatte. Nur vereinzelt fanden Treffen auch in Brüssel statt, wo auch die Kommission und der Ministerrat tagten.
Vor allem durch die intensive Zusammenarbeit zwischen Valéry Giscard d’Estaing und Helmut Schmidt (Giscard war von 1974 bis 1981 Präsident, Schmidt von 1974 bis 1982 Bundeskanzler) entwickelte sich der Europäische Rat in den nächsten Jahren zur wohl wichtigsten Institution für die europäische Integration. Er war zunächst nur zur Überwindung schwieriger Blockaden gedacht gewesen; bald beschäftigte er sich aber auch mit Detailfragen, die der Ministerrat zuvor nicht hatte klären können. Diese Machtfülle des Europäischen Rates stieß allerdings auch auf Kritik, unter anderem vonseiten der europäischen Föderalisten um Altiero Spinelli, die den Einfluss der Staats- und Regierungschefs als Hindernis für eine wichtigere Rolle des Europäischen Parlaments sahen.
Seit der Ölkrise 1973 herrschte in vielen Ländern eine Stagflation (also Stagnation und Inflation); die EG fokussierte sich stark auf die Gemeinsame Agrarpolitik.
Ab 1979 fiel der Europäische Rat selbst in eine Blockade, da die neu gewählte britische Premierministerin Margaret Thatcher ihre Zustimmung zu jedem weiteren Integrationsschritt verweigerte, solange die britischen Nettobeitragszahlungen zum EG-Haushalt nicht deutlich gesenkt würden. Am 18. Oktober 1979 stellte sie das Ultimatum, dass Großbritanniens Beiträge deutlich gesenkt werden müssten, dies müsse spätestens auf dem Gipfel in Dublin Ende November 1979 geklärt sein.
Dies machte den auf Konsens ausgerichteten Europäischen Rat weitgehend handlungsunfähig, bis 1984 mit dem sogenannten Britenrabatt auf Thatchers Forderungen eingegangen wurde.
Im Juni 1985 fand der 'Mailänder Gipfel' statt. Jacques Delors stellte ein ‘Weißbuch’ vor, das die Eurosklerose mildern und den gemeinsamen Binnenmarkt vorantreiben sollte (Näheres siehe Jacques Delors#Das Weißbuch zum Binnenmarkt von 1985); es wurde vom Rat der damals noch aus zehn Mitgliedsstaaten bestehenden Gemeinschaft gebilligt.
Eine vertragliche Grundlage erhielt der Europäische Rat am 1. Juli 1987 mit Inkrafttreten der Einheitlichen Europäischen Akte, in der mindestens halbjährliche Ratstreffen festgeschrieben waren. Der Europäische Rat wurde dabei jedoch weiterhin nicht in das institutionelle System der Europäischen Gemeinschaften eingebunden. Seine Zusammensetzung und Funktionsweise war nur in der Einheitlichen Europäischen Akte selbst geregelt (nicht im Vertrag zur Gründung der Europäischen Gemeinschaft „EG-Vertrag“); formal war er daher (anders als z. B. Kommission, Europaparlament und Ministerrat) kein Organ der EG. Soweit die Staats- und Regierungschefs im Rahmen des EG-Vertrags Entscheidungen trafen, etwa bei der Ernennung des Kommissionspräsidenten, waren dies formal nicht Entscheidungen des Europäischen Rates, sondern des Rates der EG „in der Zusammensetzung der Staats- und Regierungschefs“ (vgl. Art. 214 EG-Vertrag).

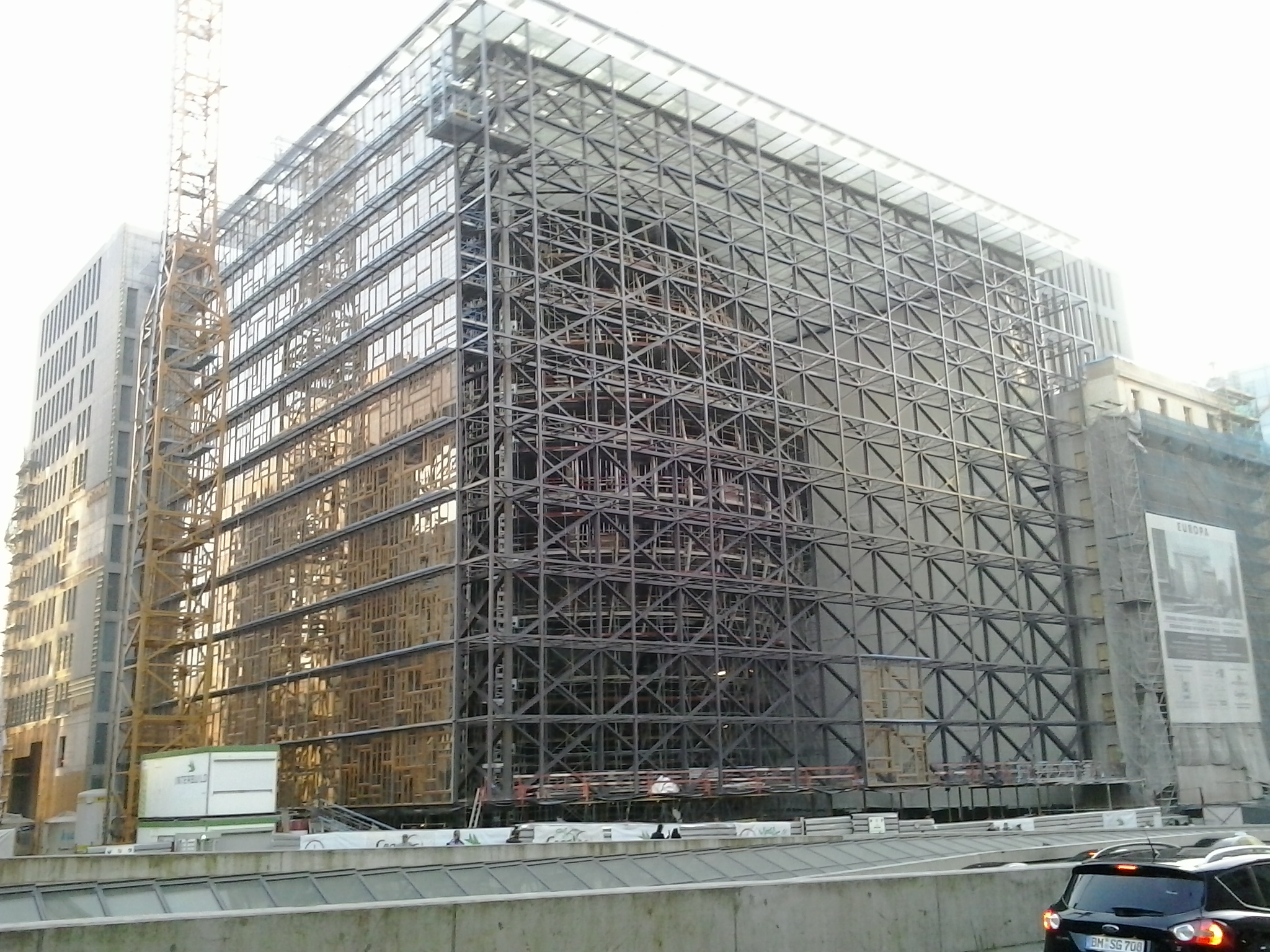
Das Europa-Gebäude in Brüssel – hier noch zum Zeitpunkt des Umbaus – ist seit 2017 Tagungsort des Europäischen Rates

Mit dem Vertrag von Maastricht (unterzeichnet am 7. Februar 1992) erhielt der Europäische Rat im Wesentlichen die Rolle, die er bis heute (Stand 2010) einnimmt. In diesem Vertrag gewann die Europäische Union in der Außen- und Sicherheitspolitik und im Bereich Justiz und Inneres neue Kompetenzen, die im Wesentlichen intergouvernemental ausgeübt wurden; die Funktion des Europäischen Rats als höchstes Entscheidungsgremium in wichtigen Politikfeldern auf europäischer Ebene wurde dadurch noch einmal gestärkt. Seine Funktionsweise wurde nun im EU-Vertrag festgehalten.
Zugleich hatte sich durch die verschiedenen EU-Erweiterungsrunden seit 1973 der Charakter des Europäischen Rates mehrfach geändert: Aus den zunächst sechs, dann neun Staats- und Regierungschefs wurden 1995 fünfzehn, 2004 fünfundzwanzig („Osterweiterung“), 2007 siebenundzwanzig, 2013 achtundzwanzig (Beitritt Kroatiens) und seit 2020 schließlich wieder siebenundzwanzig (Brexit). Die Organisation der Gipfeltreffen, die traditionell jeweils in einer anderen Stadt in dem Land stattfanden, das den Vorsitz im Rat innehatte, nahm immer größere Ausmaße an (auch durch verschärfte Sicherheitsvorkehrungen).
Im Rahmen der Verhandlungen um den Vertrag von Nizza einigte man sich deshalb darauf, die künftigen Treffen ab 2004 im Regelfall in Brüssel abzuhalten. Von dieser Entscheidung wurde neben einfacheren Arbeitsabläufen auch eine bessere Einbindung des Europäischen Rates in das in Brüssel ansässige Institutionengeflecht der EU erwartet.
Auch die Notwendigkeit, Beschlüsse grundsätzlich konsensual zu treffen, erschwerte die Entscheidungsfindung im Europäischen Rat mit jeder Erweiterung. Anders als im Rat der EU, wo durch die Vertragsreformen seit der Einheitlichen Europäischen Akte zunehmend Mehrheitsentscheidungen eingeführt wurden, stand das Konsensprinzip im Europäischen Rat zu keinem Zeitpunkt ernsthaft zur Diskussion.
Der 2007 unterzeichnete Vertrag von Lissabon, der am 1. Dezember 2009 in Kraft trat, brachte verschiedene andere Veränderungen: So wurde der Europäische Rat nun auch offiziell zu einem Organ der EU, seine Beziehungen zu den übrigen europäischen Institutionen wurden genauer als bisher definiert und formal festgeschrieben und die Unterscheidung zwischen dem „Europäischen Rat“ und dem „Rat der EU in der Zusammensetzung der Staats- und Regierungschefs“ entfiel. Neu eingeführt wurde das Amt des Präsidenten des Europäischen Rates; er trat an die Stelle des halbjährlich rotierenden Vorsitzes und soll(te) eine bessere Koordination der Tätigkeiten des Europäischen Rates gewährleisten. Seit Inkrafttreten des Vertrags von Lissabon (1. Dezember 2009) nehmen die Außen- bzw. Europaminister der nationalen Regierungen nicht mehr an den Gipfeltreffen teil.

## Kritik
An der Institution des Europäischen Rates insgesamt gibt es scharfe Kritik. Der Europäische Rat und seine Entscheidungen seien unzureichend demokratisch legitimiert. Zudem sei der Europäische Rat, da er kein genuin europäisches, sondern ein nationalstaatliches Gremium sei, eher ein Instrument der Re- als der Denationalisierung.
So schreibt etwa – neben vielen anderen – der österreichische Essayist Robert Menasse: Auffällig sei, welche unrühmliche Rolle der Europäische Rat in der anschwellenden Krise gespielt habe. Es sei der Rat gewesen, der zunächst bei der Euro-Einführung eine begleitende gemeinsame Wirtschafts- und Finanzpolitik verhindert habe. Jeder habe gewusst, dass eine gemeinsame Währung ohne gemeinsame Finanzpolitik ein Unding sei. Der Rat habe dann auch die Maastrichter Stabilitätskriterien aufgehoben, als es Deutschland und Frankreich so gepasst habe, weil sie selbst die Kriterien nicht hätten erfüllen können. Deutschland und Frankreich hätten einer Abmahnung durch die Europäische Kommission entgehen wollen – das erst habe nach einer fahrlässigen Budgetpolitik die Schleusen geöffnet, an deren Ende dann Deutschland geglaubt habe, die Griechen bestrafen zu müssen (vgl. Griechische Staatsschuldenkrise ab 2010). Und dann sei es der Rat gewesen, der die Hilfe für Griechenland, als sie noch billig zu haben gewesen wäre, so lange verhindert habe, bis sie aufgrund der schwindelerregend steigenden Risikozinsen schockierend teuer geworden sei: „Auch das ein Grund, warum alle, die sich mit Herz und Hirn mit der EU beschäftigen, zu diesem Punkt kommen: Was jetzt überlebensnotwendig ist, ist eine Reform des institutionellen Gefüges der EU, ein Zurückdrängen und letztlich das Abschaffen des (Europäischen, Anm.) Rats.“

## Wichtige Treffen
| Datum                 | Ort            | Vorsitz                              | Thema |
| --------------------- | -------------- | ------------------------------------ | --- |
| 1.–2. Dezember 1969   | Den Haag       | Piet de Jong, Niederlande            | erstes Gipfeltreffen der Staats- und Regierungschefs der EG, Beschlüsse zu „Vollendung, Vertiefung und Erweiterung“ der EG |
| 19.–21. Oktober 1972  | Paris          | Georges Pompidou, Frankreich         | zweites Gipfeltreffen der Staats- und Regierungschefs, Beschluss einer Politischen Union (Europäische Politische Zusammenarbeit) |
| 14.–15. Dezember 1973 | Kopenhagen     | Anker Jørgensen, Dänemark            | drittes Gipfeltreffen der Staats- und Regierungschefs, Beschluss zur Einrichtung des Europäischen Rechnungshofs und des Europäischen Regionalfonds |
| 9.–10. Dezember 1974  | Paris          | Valéry Giscard d’Estaing, Frankreich | viertes Gipfeltreffen, Beschluss der Staats- und Regierungschefs, sich künftig dreimal jährlich als „Europäischer Rat“ zu treffen |
| 10.–11. März 1975     | Dublin         | Liam Cosgrave, Irland                | erstes reguläres Treffen des Europäischen Rates |
| 16.–17. Juli 1975     | Brüssel        | Liam Cosgrave, Irland                | Beschluss zur Einführung eines Europäischen Reisepasses |
| 12.–13. Juli 1976     | Brüssel        | Gaston Thorn, Luxemburg              | Beschluss zur Direktwahl des Europäischen Parlaments (Europawahl) ab 1979 |
| 12.–13. März 1979     | Paris          | Valéry Giscard d’Estaing, Frankreich | Gründung des Europäischen Währungssystems |
| 25.–26. Juni 1984     | Fontainebleau  | François Mitterrand, Frankreich      | Überwindung der Eurosklerose-Krise durch den Beschluss über den Haushaltsrabatt für das Vereinigte Königreich und Einrichtung von Adonnino-Ausschuss und Dooge-Ausschuss |
| 2.–3. Dezember 1985   | Luxemburg      | Jacques Santer, Luxemburg            | Einigung über die Einheitliche Europäische Akte: erste große Vertragsreform, unter anderem mit Beschluss zur Vollendung des gemeinsamen Binnenmarkts bis Ende 1992 |
| 9.–11. Dezember 1991  | Maastricht     | Ruud Lubbers, Niederlande            | Einigung über den Vertrag von Maastricht (am 7. Februar 1992 unterzeichnet): Gründung der Europäischen Union, Einführung der Gemeinsamen Außen- und Sicherheitspolitik und der Zusammenarbeit im Bereich Justiz und Inneres, Einführung des Mitentscheidungsverfahrens und der Unionsbürgerschaft, Beschluss der Europäischen Währungsunion                                                                                            |
| 21.–22. Juni 1993     | Kopenhagen     | Poul Nyrup Rasmussen, Dänemark       | Vorbereitung der EU auf die Osterweiterung, Formulierung der Kopenhagener Kriterien für künftige Beitrittsländer |
| 13.–14. Dezember 1996 | Dublin         | John Bruton, Irland                  | Einigung über den Stabilitäts- und Wachstumspakt |
| 16.–17. Juni 1997     | Amsterdam      | Wim Kok, Niederlande                 | Einigung über den Vertrag von Amsterdam (am 2. Oktober 1997 unterzeichnet) |
| 23.–24. März 2000     | Lissabon       | António Guterres, Portugal           | diplomatische Sanktionen gegen Österreich wegen Regierungsteilnahme der FPÖ (im September wieder aufgehoben), „Lissabon-Strategie“ zur sozialen, wirtschaftlichen und ökologischen Erneuerung bis 2010 |
| 7.–11. Dezember 2000  | Nizza          | Jacques Chirac, Frankreich           | Einigung über den Vertrag von Nizza (am 26. Februar 2001 unterzeichnet) |
| 15.–16. Juni 2001     | Göteborg       | Göran Persson, Schweden              | erster Gipfel in Schweden, begleitet von gewaltsamen Konfrontationen zwischen EU-Gegnern und Polizei |
| 13.–15. Dezember 2001 | Laeken/Laken   | Guy Verhofstadt, Belgien             | Einberufung des Europäischen Konvents zur Ausarbeitung eines EU-Verfassungsvertrags |
| 12.–13. Dezember 2002 | Kopenhagen     | Anders Fogh Rasmussen, Dänemark      | Beschluss zur Aufnahme von zehn Ländern zum 1. Mai 2004 (Unterzeichnung der Beitrittsverträge am 16. April 2003 in Athen) |
| 17.–18. Juni 2004     | Brüssel        | Bertie Ahern, Irland                 | Einigung über den EU-Verfassungsvertrag (Unterzeichnung am 29. Oktober in Rom) |
| 16.–17. Juni 2005     | Brüssel        | Jean-Claude Juncker, Luxemburg       | Scheitern der finanziellen Vorausschau für 2007–2013; Beschluss einer „Denkpause“ nach Ablehnung der EU-Verfassung in Referenden in Frankreich und den Niederlanden |
| 21.–22. Juni 2007     | Brüssel        | Angela Merkel, Deutschland           | Einigung über den Vertrag von Lissabon (Unterzeichnung am 13. Dezember 2007 in Lissabon) |
| 7.–9. Mai 2010        | Brüssel        | Herman Van Rompuy                    | Sondergipfel zur Eurokrise, Beschluss des Europäischen Stabilitätsmechanismus („Rettungsschirm“ über 750 Mrd. Euro) |
| 16.–17. Dezember 2010 | Brüssel        | Herman Van Rompuy                    | Beschluss einer Reform des AEU-Vertrags zur dauerhaften Verankerung des Europäischen Stabilitätsmechanismus |
| 21. Juli 2011         | Brüssel        | Herman Van Rompuy                    | Sondergipfel zu weiteren Maßnahmen gegen die Eurokrise |
| 8.–9. Dezember 2011   | Brüssel        | Herman Van Rompuy                    | Vereinbarung aller Mitgliedstaaten mit Ausnahme Großbritanniens zur Schaffung verbindlicher Verschuldungsgrenzen und entsprechender Sanktionen, Unterzeichnung des Vertrages zum Unionsbeitritt Kroatiens |
| 28.–29. Juni 2012     | Brüssel        | Herman Van Rompuy                    | Vereinbarung über ein Wachstumspaket in Höhe von 120 Mrd. und der Erschaffung einer Bankenunion unter der Leitung der EZB |
| 18.–19. Oktober 2012  | Brüssel        | Herman Van Rompuy                    | Verständigung über Leitlinien für den rechtlichen Rahmen eines einheitlichen Aufsichtsmechanismus (Bankenaufsicht), über den der Rat bis 1. Januar 2013 Einigung erzielen wollte |
| 24.–25. Oktober 2013  | Brüssel        | Herman Van Rompuy                    | Themen sind Digitale Wirtschaft, Innovation und Dienstleistungen (Digitaler Binnenmarkt bis 2015, Vollendung Europäischer Forschungsraum); Förderung des Wachstums, der Beschäftigung und der Wettbewerbsfähigkeit Europas und Europäische Bankenunion. |
| 19.–20. März 2015     | Brüssel        | Donald Tusk                          | Themen sind Schaffung einer Energieunion, Beziehungen zu Russland und Lage in der Ukraine, Vorbereitung auf den Gipfel der Östlichen Partnerschaft in Riga. Zudem soll die erste Phase des Europäischen Semesters 2015 abgeschlossen werden. |
| 18.–19. Februar 2016  | Brüssel        | Donald Tusk                          | Themen sind die Flüchtlingskrise und Bestrebungen zum Verbleib des Vereinigten Königreichs in der EU. |
| 28.–29. Juni 2016     | Brüssel        | Donald Tusk                          | Themen sind unter anderem die Flüchtlingskrise, Ausgang des britischen Referendums, Arbeitsplätze, Wachstum und Investitionen sowie die Globale Strategie für die Außen- und Sicherheitspolitik der EU und die Zusammenarbeit zwischen der EU und der NATO. |
| 20.–21. Oktober 2016  | Brüssel        | Donald Tusk                          | Themen sind unter anderem die Stärkung der Kontrolle über die EU-Außengrenzen und die Rückkehr zu Schengen, Stand der laufenden Verhandlungen über Freihandelsabkommen, Klimaschutzübereinkommen von Paris sowie die Beziehungen zu Russland und die Lage in Syrien. |
| 15. Dezember 2016     | Brüssel        | Donald Tusk                          | Themen sind die Unterstützung für die libysche Küstenwache, Europäische Grenz- und Küstenwache, Zusammenarbeit der EU auf dem Gebiet der externen Sicherheit und Verteidigung, Europäischer Fonds für strategische Investitionen, Binnenmarktstrategien und Energieunion, Beschäftigungsinitiative für junge Menschen, Unterstützung für den laufenden Prozess zur Wiedervereinigung Zyperns und das Assoziierungsabkommen EU-Ukraine. |
| 3. Februar 2017       | Malta          | Donald Tusk                          | Maßnahmen zur Eindämmung des Zustroms irregulärer Migration, Vorbereitungen für den bevorstehenden 60. Jahrestag der Unterzeichnung der Römischen Verträge |
| 9.–10. März 2017      | Brüssel        | Donald Tusk                          | Thema ist der dreigliedrige Sozialgipfel. |
| 22.–23. Juni 2017     | Brüssel        | Donald Tusk                          | Die Schwerpunkte lagen auf Sicherheit und Verteidigung, Auswärtige Angelegenheiten, Klimawandel, Wirtschaft, Handel und Migration. |
| 19.–20. Oktober 2017  | Brüssel        | Donald Tusk                          | Migration, Verteidigung, Außenbeziehungen und Digitalisierung |
| 14.–15. Dezember 2017 | Brüssel        | Donald Tusk                          | Verteidigung, „Soziales, Bildung und Kultur“, Migration, Jerusalem, Brexit-Verhandlungen und Euro-Gipfel |
| 22.–23. März 2018     | Brüssel        | Donald Tusk                          | Handel, Brexit, Anschlag von Salisbury, Türkei, Westlicher Balkan, Wirtschafts- und Währungsunion, Besteuerung, Digitales Europa, Binnenmarkt, Europäisches Semester, Soziale Fragen, Übereinkommen von Paris |
| 28.–29. Juni 2018     | Brüssel        | Donald Tusk                          | Migration, Sicherheit und Verteidigung, Arbeitsplätze, Wachstum und Wettbewerbsfähigkeit, Innovation und digitales Europa, langfristiger EU-Haushalt (MFR), Außenbeziehungen |
| 25. November 2018     | Brüssel        | Donald Tusk                          | Billigung des Vertrags zum EU-Austritt des Vereinigten Königreichs |
| 30. Juni–2. Juli 2019 | Brüssel        | Donald Tusk                          | turnusmäßige Besetzung der EU-Spitzenpositionen (Vorschlag des Kommissionspräsidenten, Wahl des Präsidenten des Europäischen Rates, Nominierung des Hohen Vertreters der EU für Außen- und Sicherheitspolitik, Nominierung des Präsidenten der Europäischen Zentralbank) |
| 10. März 2020         | Videokonferenz | Charles Michel                       | Erste Tagung des Europäischen Rates als Videokonferenz infolge der COVID-19-Pandemie |
| 17.–21. Juli 2020     | Brüssel        | Charles Michel                       | Sondertagung zum EU-Aufbauplan zur Bewältigung der Wirtschaftskrise 2020 infolge der COVID-19-Pandemie, sowie Erörterung des Mehrjährigen Finanzrahmens für 2021–2027 |
| 14.–15. Dezember 2023 | Brüssel        | Charles Michel                       | EU-Erweiterung: Aufnahme von Beitrittsverhandlungen mit der Ukraine und Moldau, Georgien erhält Kandidatenstatus; finanzielle Unterstützung der Ukraine; Lage im Nahen Osten; Halbzeitüberprüfung des langfristigen EU-Haushalts für 2021–2027; Stärkung der Sicherheit und Verteidigung der EU; Bekämpfung von Antisemitismus, Rassismus und Fremdenfeindlichkeit                                                                     |